# Míšovice

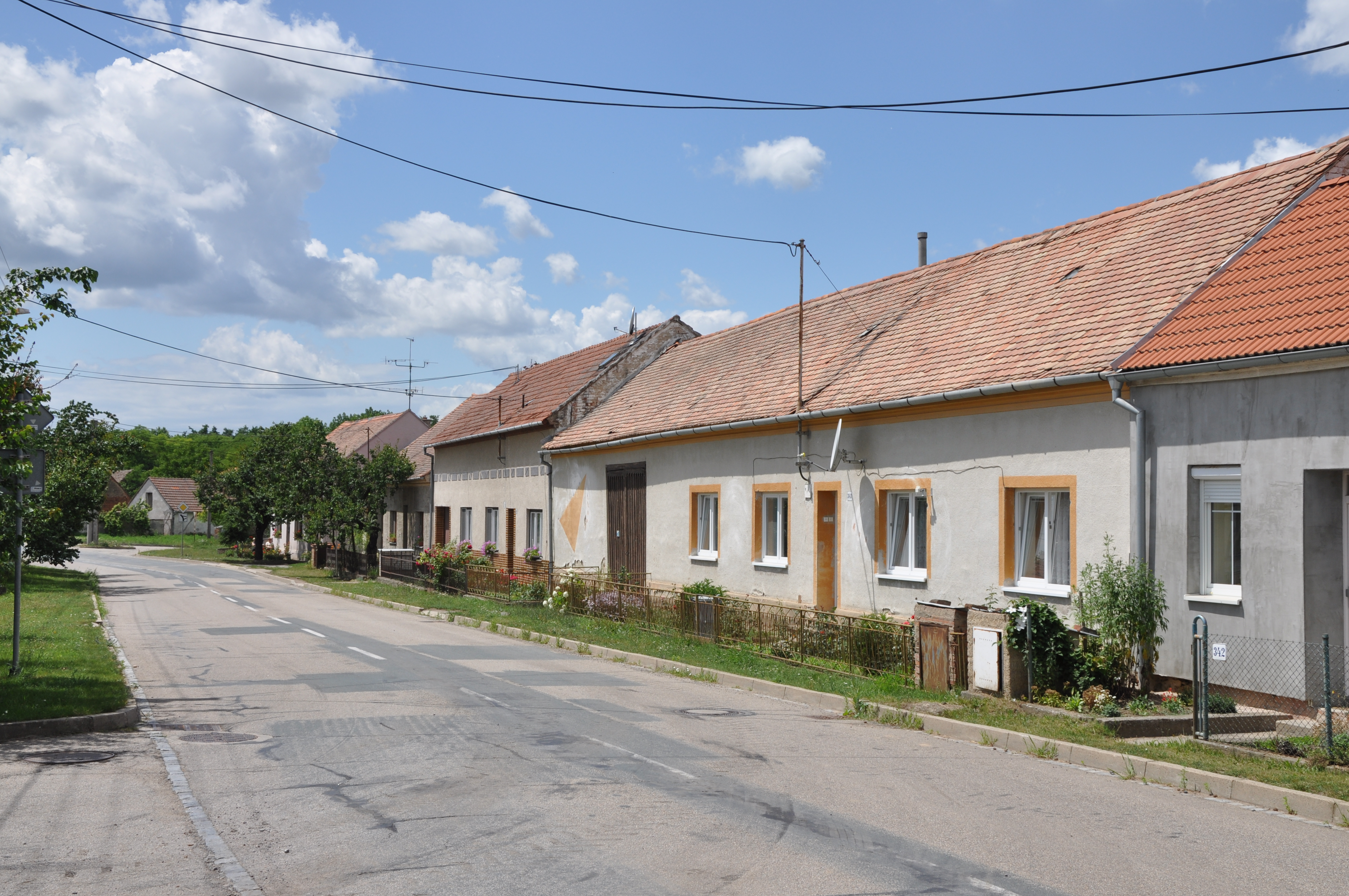
Ortsansicht

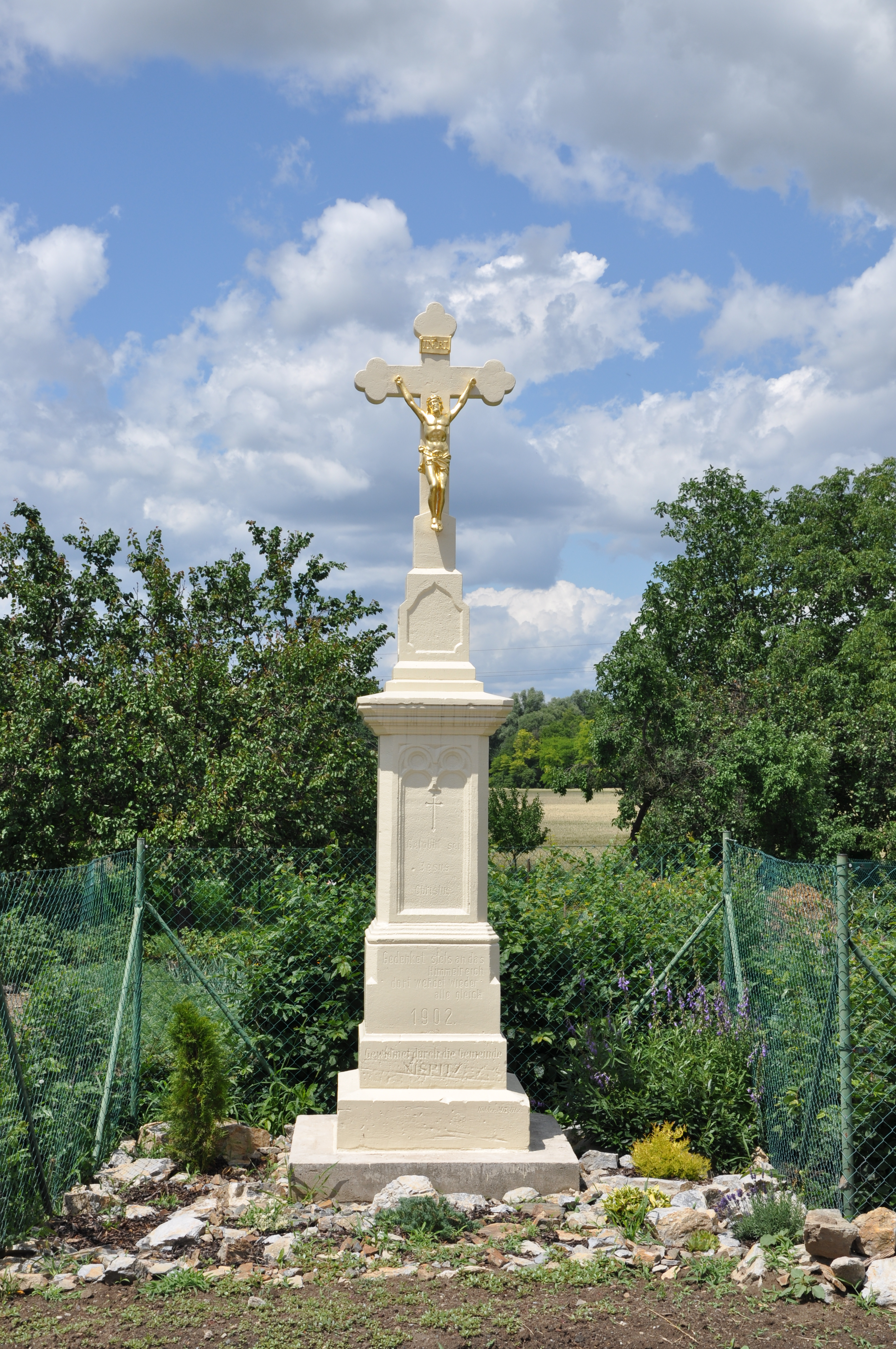
Flurkreuz

Míšovice (deutsch Nispitz) ist ein Ortsteil der Gemeinde Hostěradice in Tschechien. Er liegt vier Kilometer nordwestlich von Miroslav und gehört zum Okres Znojmo.

## Geographie
Das als Linsenangerdorf angelegte Dorf Míšovice befindet sich linksseitig des Baches Míšovický potok am Fuße der Miroslavská hrásť (Mißlitzer Horst) in der Boskowitzer Furche (Boskovická brázda). Nordöstlich erheben sich die Kadovská hora (Kodauer Berg, 367 m.n.m.) und die Pustina (340 m.n.m.), im Osten der Kozí vrch (328 m.n.m.). Durch den Ort führt die Staatsstraße II/413 zwischen Moravský Krumlov und Znojmo.
Nachbarorte sind Vémyslice, Dobelice und Petrovice im Norden, Kadov und Miroslavské Knínice im Nordosten, Našiměřice im Osten, Pemdorf, Miroslav und Václavov im Südosten, Hostěradice im Süden, Chlupice im Südwesten, Morašice und Skalice im Westen sowie Trstěnice und Džbánice im Nordwesten.

## Geschichte
Die erste urkundliche Erwähnung des Dorfes erfolgte im Jahre 1308, in der Urkunde sind sowohl der mährische Name Missewitz als auch der deutsche Name Mispitz aufgeführt. Am 3. September 1319 tauschte König Johann von Luxemburg bei Heinrich von Leipa die Stadt Zittau und die Burgen Oybin, Ronow und Schönbuch gegen die Güter Hostraditz und Mispitz ein, die er mit seiner Herrschaft Krumlov vereinigte.
Heinrich III. von Leipa versicherte 1371 seiner Frau Ofka von Krawarn auf den Markt Hostraditz und die Hälfte von  Myspic 950 Mark Silber. Im Jahre 1528 wurde das Dorf als Nysspicz bezeichnet. Nach der Schlacht am Weißen Berg wurden 1621 sämtliche Güter des Berthold Bohuslaw (Bohubud) von Leipa, der ein Anführer der mährischen Stände war, konfisziert. 1625 erwarb Gundaker von Liechtenstein die Herrschaft Krumlov, die danach fast 300 Jahre im Besitz des Hauses Liechtenstein verblieb. Während des Dreißigjährigen Krieges erlosch Nispitz. Im Kromauer Urbar von 1643 wurde das wüste Dorf als Niespitz aufgeführt. Im Jahre 1672 ließ die Herrschaft Krumlov das wüste Dorf mit ca. 20 Bauern neu besiedeln. König Karl II. unterstellte das Dorf 1729 im Zuge seiner Reform der Peinlichen Gerichtsbarkeit dem Hosterlitzer Halsgericht. 1781 errichtete die Gemeinde die Kapelle Mariä Himmelfahrt.
Im Jahre 1835 bestand das im Znaimer Kreis an der Handelsstraße von Znaim nach Brünn gelegene Dorf Nispitz bzw. Nešpice aus 104 Häusern, in denen 573 Personen lebten. Haupterwerbsquelle war die ertragreiche Landwirtschaft. Im Ort gab es die öffentliche Kapelle Mariä Himmelfahrt und ein herrschaftliches Wirtshaus. Pfarr- und Schulort war Hosterlitz. Bis zur Mitte des 19. Jahrhunderts blieb Nispitz der Fideikommiss-Primogeniturherrschaft Mährisch-Krummau untertänig.
Nach der Aufhebung der Patrimonialherrschaften bildete Nispitz / Nešpice ab 1849 eine Gemeinde im Gerichtsbezirk Mährisch Kromau. In dieser Zeit entstand auch erste Ortssiegel mit einem Rebmesser und einer Sichel, das die Umschrift GEMEINDE NISPITZ trug. Ab 1869 gehörte die Gemeinde zum Bezirk Mährisch Kromau; dieser Zeit hatte Nispitz 521 Einwohner und bestand aus 105 Häusern. Seit dem Ende des 19. Jahrhunderts wurden alternativ Nišpice und Nišovice als tschechische Ortsnamen verwendet. Die Gründung der Freiwilligen Feuerwehr erfolgte 1896. Die Weingärten umfassten zu Beginn des 20. Jahrhunderts eine Fläche von 46 Hektar. Im Jahre 1900 lebten in Nispitz 519 Personen; 1910 waren es 526. Beim Zensus von 1921 lebten in den 122 Häusern des Dorfes 496 Personen, darunter 427 Deutsche und 62 Tschechen. Der tschechische Ortsname wurde 1924 in Míšovice abgeändert. 1929 erfolgte die Elektrifizierung des Dorfes. Im Jahre 1930 bestand Nispitz aus 126 Häusern und hatte 487 Einwohner, 1939 waren es 498. Nach dem Münchner Abkommen wurde das Dorf 1938 dem Großdeutschen Reich zugeschlagen und gehörte bis 1945 zum Kreis Znaim. Nach dem Kriegsende kam Míšovice zur Tschechoslowakei zurück, es erfolgte die Wiederherstellung der alten Bezirksstrukturen. Der größte Teil der deutschsprachigen Bewohner wurde zwischen Januar und Mai 1946 in vier Transporten nach Westdeutschland vertrieben. Im Jahre 1950 hatte Míšovice nur noch 367 Einwohner. Im Zuge der Gebietsreform und der Aufhebung des Okres Moravský Krumlov wurde das Dorf am 1. Juli 1960 dem Okres Znojmo zugewiesen. 1961 erfolgte die Eingemeindung nach Hostěradice. Beim Zensus von 2001 lebten in den 91 Häusern von Míšovice 285 Personen.

## Ortsgliederung
Der Ortsteil Míšovice bildet einen Katastralbezirk.

## Sehenswürdigkeiten
- Barocke Kapelle Mariä Himmelfahrt, erbaut 1781. Sie wurde 1840 erweitert
- Steinkreuz in der Ortsmitte, errichtet 1717
- Naturdenkmal Stříbrný vrch, nördlich des Dorfes